# Christian Louboutin

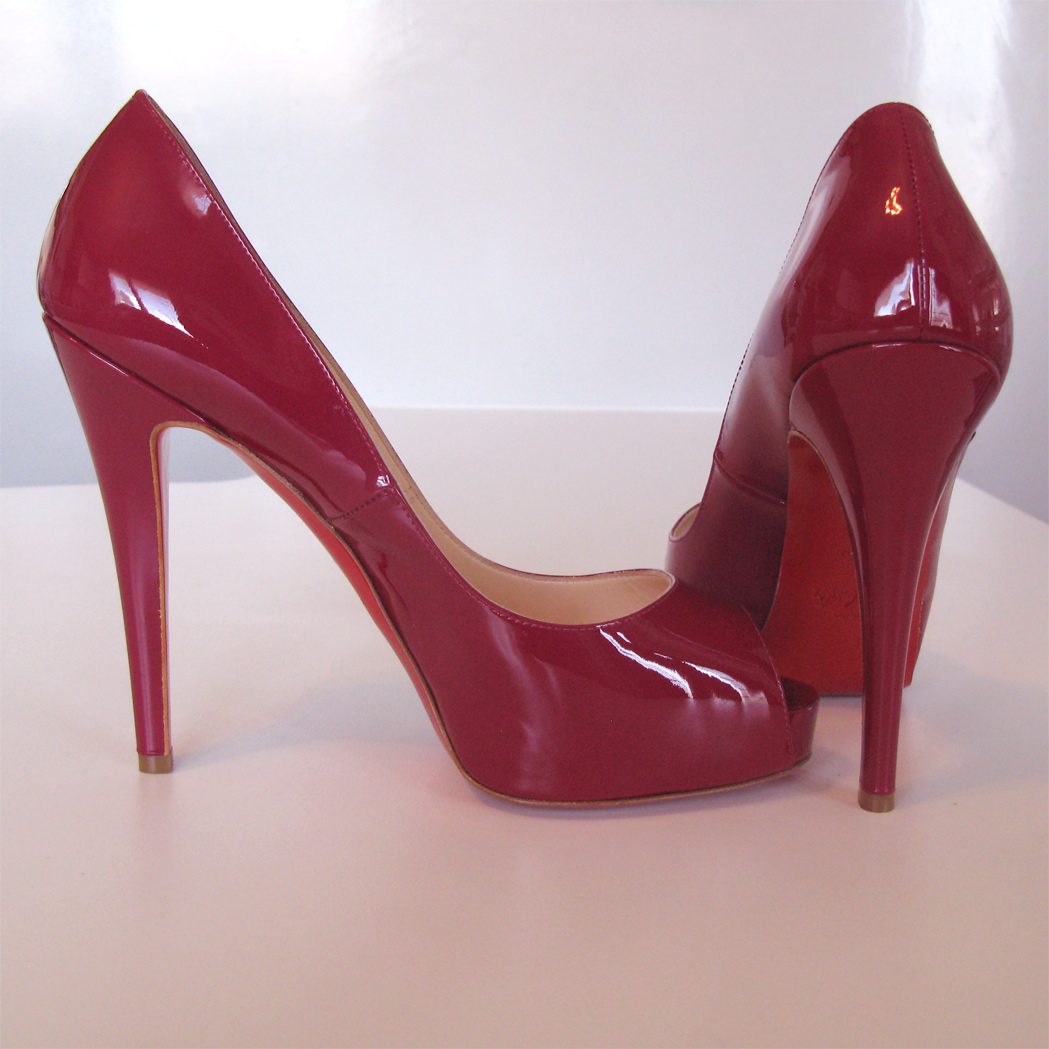
Louboutin "Very Prive" med klack på 12 cm.

Christian Louboutin, född 7 januari 1964 i Paris, är en fransk skodesigner. Han är son till möbelsnickaren Roger och hemmafrun Irene. Han har tre systrar. Louboutin började i sina tidiga tonår att rita skisser av skor. Louboutin försummade sina studier vilket resulterade i att han blev relegerad från fyra olika skolor.

## Biografi
Louboutin blev fascinerad av diverse kulturer och han tillbringade ett år i Indien och Egypten. När han återvände till Paris 1989 hade han med sig ett flertal ritningar från sin resa. Han visade sina ritningar för de finaste couturehusen i Paris och det resulterade i en anställning hos Charles Jourdan. 
Christian Louboutin öppnade sin första skoaffär 1991 i Paris med prinsessan Caroline som första kund.

## Skomärket Louboutin
Märket Louboutin har blivit ett av de förnämsta. Louboutins skor har bland annat burits av Jennifer Lopez, Gwyneth Paltrow och Sarah Jessica Parker. Louboutinskor känns igen på den rödmålade sulan. 